# Thailand Open (Pattaya)
Thailand Open byl profesionální tenisový turnaj žen, konaný ve thajském městě Pattaya. Založen byl v roce 1991 a odehrával se v místním tenisovém areálu Dusit Thani Hotel na otevřených dvorcích s tvrdým povrchem. V rámci okruhu WTA Tour se v sezónách 2009–2015 řadil do kategorie WTA International. Předtím probíhal jako událost dvou kategorií, nejdříve Tier V (1991–1992, 2001–2003) a poté Tier IV (1993–2000, 2005–2008). Hlavním partnerem turnaje se v letech 2009–2015 stala thajská petrolejářská společnost PTT Public Company (PTT).
Do soutěže dvouhry nastupovalo třicet dva tenistek a čtyřhry se účastnilo šestnáct párů. Rozpočet k roku 2015 činil 250 000 dolarů. Událost se uskutečňovala na přelomu ledna a února, v týdnu po melbournském grandslamu Australian Open. V roce 2004 se neodehrála.
Nejvíce singlových titulů získala Slovenka Daniela Hantuchová, která vyhrála tři ročníky v letech 2011, 2012 a 2015. V sezóně 2010 profesionální tenistky zvolily thajský turnaj za nejlepší v kategorii WTA International.
V kalendáři WTA Tour 2015 byl v rámci své kategorie třetím nejdéle hraným turnajem z 33 událostí této úrovně (déle se hrály pouze turnaje v Aucklandu a Stanfordu). Od sezóny 2016 jej nahradila tchajwanská událost Taiwan Open probíhající v Kao-siungu.

## Přehled vývoje názvu
| sezóny    | název                 |
| --------- | --------------------- |
| 1991–1995 | Volvo Open            |
| 1996–2005 | Volvo Women’s Open    |
| 2006      | Women's Open by Yaris |
| 2007      | Pattaya Open          |
| 2008      | Women's Open          |
| 2009–2010 | PTT Women's Open      |
| 2011–2014 | PTT Pattaya Open      |
| 2015      | PTT Thailand Open     |

## Přehled finále

### Dvouhra
| Rok  | vítězka                    | finalistka                  | výsledek                |
| 2015 | Daniela Hantuchová         | Ajla Tomljanovićová         | 3–6, 6–3, 6–4           |
| 2014 | Jekatěrina Makarovová      | Karolína Plíšková           | 6–3, 7–6(9–7)           |
| 2013 | Maria Kirilenková          | Sabine Lisická              | 5–7, 6–1, 7–6(7–1)      |
| 2012 | Daniela Hantuchová         | Maria Kirilenková           | 64–7, 6–3, 6–3          |
| 2011 | Daniela Hantuchová         | Sara Erraniová              | 6–0, 6–0                |
| 2010 | Věra Zvonarevová           | Tamarine Tanasugarnová      | 6–4, 6–4                |
| 2009 | Věra Zvonarevová           | Sania Mirzaová              | 7–5, 6–1                |
| 2008 | Agnieszka Radwańska        | Jill Craybasová             | 6–2, 1–6, 7–6(7–4)      |
| 2007 | Sybille Bammerová          | Gisela Dulková              | 7–5, 3–6, 7–5           |
| 2006 | Šachar Pe'erová            | Jelena Kostanićová Tošićová | 6–3, 6–1                |
| 2005 | Conchita Martínezová       | Anna-Lena Grönefeldová      | 6–3, 3–6, 6–3           |
| 2004 | turnaj se nekonal          | turnaj se nekonal           | turnaj se nekonal       |
| 2003 | Henrieta Nagyová           | Lubomira Kurhajcová         | 6–4, 6–2                |
| 2002 | Angelique Widžažaová       | Cho Yoon-jeong              | 6–2, 6–4                |
| 2001 | Patty Schnyderová          | Henrieta Nagyová            | 6–0, 6–4                |
| 2000 | Anne Kremerová             | Tatiana Panovová            | 6–1, 6–4                |
| 1999 | Magdalena Malejevová       | Anne Kremerová              | 4–6, 6–1, 6–2           |
| 1998 | Julie Halardová-Decugisová | Li Fang                     | 6–1, 6–2                |
| 1997 | Henrieta Nagyová           | Dominique van Roostová      | 7–5, 6–7(6–8), 7–5      |
| 1996 | Ruxandra Dragomirová       | Tamarine Tanasugarnová      | 7–6(7–4), 6–4           |
| 1995 | Barbara Paulusová          | I Ťing-Čchien               | 6–4, 6–3                |
| 1994 | Sabine Appelmansová        | Patty Fendicková            | 6–7(5–7), 7–6(7–5), 6–2 |
| 1993 | Yayuk Basukiová            | Marianne Werdel Witmeyerová | 6–3, 6–1                |
| 1992 | Sabine Appelmansová        | Andrea Strnadová            | 7–5, 3–6, 7–5           |
| 1991 | Yayuk Basukiová            | Naoko Sawamacuová           | 6–2, 6–2                |

### Čtyřhra
| Rok  | vítězky                                    | finalistky                                | výsledek              |
| 2015 | Čan Chao-čching Čan Jung-žan               | Šúko Aojamová Tamarine Tanasugarnová      | 2–6, 6–4, [10–3]      |
| 2014 | Pcheng Šuaj Čang Šuaj                      | Alla Kudrjavcevová Anastasia Rodionovová  | 3–6, 7–6(7–5), [10–6] |
| 2013 | Kimiko Dateová Casey Dellacquová           | Akgul Amanmuradovová Alexandra Panovová   | 6–3, 6–2              |
| 2012 | Sania Mirzaová Anastasia Rodionovová       | Čan Chao-čching Čan Jung-žan              | 3–6, 6–1, [10–8]      |
| 2011 | Sara Erraniová Roberta Vinciová            | Sun Šeng-nan Čeng Ťie                     | 6–6, 6–3, [10–5]      |
| 2010 | Marina Erakovicová T. Tanasugarnová        | Anna Čakvetadzeová Xenija Pervaková       | 7–5, 6–1              |
| 2009 | Jaroslava Švedovová T. Tanasugarnová       | Julia Bejgelzimerová Vitalija Ďjačenková  | 6–3, 6–2              |
| 2008 | Čan Jung-žan Čuang Ťia-žung                | Sie Šu-wej Vania Kingová                  | 6–4, 6–3              |
| 2007 | Nicole Prattová Mara Santangelová          | Čan Jung-žan Čuang Ťia-žung               | 6–4, 7–6(7–4)         |
| 2006 | Li Na Sun Tchien-tchien                    | Jen C’ Čeng Ťie                           | 3–6, 6–1, 7–6(7–5)    |
| 2005 | Marion Bartoliová Anna-Lena Grönefeldová   | Marta Domachowská Silvija Talajaová       | 6–3, 6–2              |
| 2004 | turnaj se nekonal                          | turnaj se nekonal                         | turnaj se nekonal     |
| 2003 | Tching Liová Sun Tchien-tchien             | Wynne Prakusyaová Angelique Widžažaová    | 6–4, 6–3              |
| 2002 | Kelly Ligganová Renata Voráčová            | Lina Krasnorucká Tatiana Panovová         | 7–5, 7–6(9–7)         |
| 2001 | Asa Carlssonová Iroda Tuljaganová          | Liezel Huberová Wynne Prakusyaová         | 4–6, 6–3, 6–3         |
| 2000 | Yayuk Basukiová Caroline Visová            | Tina Križanová Katarina Srebotniková      | 6–3, 6–3              |
| 1999 | Åsa Svenssonová Émilie Loitová             | Jevgenija Kulikovská Patricia Wartuschová | 6–1, 6–4              |
| 1998 | Julie Halardová-Decugisová Els Callensová  | Rika Hirakiová Aleksandra Olszaová        | 3–6, 6–2, 6–2         |
| 1997 | Kristine Kunceová Corina Morariuová        | Florencia Labatová Dominique van Roostová | 6–3, 6–4              |
| 1996 | Miho Saekiová Juka Jošidaová               | Tina Križanová Nana Mijagiová             | 6–3, 7–5              |
| 1995 | Jill Hetheringonová Kristine Kunceová      | Kristin Godridgeová Nana Mijagiová        | 2–6, 6–4, 6–3         |
| 1994 | Patty Fendicková Meredith McGrathová       | Yayuk Basukiová Nana Mijagiová            | 7–6(7–0), 3–6, 6–3    |
| 1993 | Cammy MacGregorová Catherine Suireová      | Patty Fendicková Meredith McGrathová      | 6–3, 7–6(7–3)         |
| 1992 | Isabelle Demongeotová Natalija Medveděvová | Pascale Paradisová Sandrine Testudová     | 6–1, 6–1              |
| 1991 | Kay Mijagiová Suzanna Wibowová             | Rika Hirakiová Akemi Nišija-Kinošitaová   | 6–1, 6–4              |